# James L. Wells
James Lee Wells (* 1843 in New York City; † 5. September 1928 ebenda) war ein US-amerikanischer Geschäftsmann und Politiker. Er war von 1915 bis 1921 Treasurer of State von New York. Ferner war er als Father of The Bronx bekannt, ein Spitzname, den ihm die Handelskammer der Bronx im Mai 1921 verlieh.

## Werdegang
James Lee Wells wurde während der Wirtschaftskrise von 1837 in West Farms, damals noch eine Town im Westchester County, geboren und wuchs dort auf. Seine Kindheit war vom Mexikanisch-Amerikanischen Krieg überschattet. 1874 wurde West Farms ein Teil des Bronx District, der später dem New York County beigefügt und zu der 23. und 24. Wards wurde. Seit 1898 ist West Farms ein Viertel im Borough Bronx von New York City. Wells graduierte 1865 am Columbia College. Seine Studienzeit war vom Bürgerkrieg überschattet. Er war dann als Immobilienmakler und Auktionator tätig.
1879 saß er für den 1. Bezirk (Westchester County) in der New York State Assembly und 1880 für den 24. Bezirk (New York County). Wells saß von 1881 bis 1883 im Board of Aldermen von New York City. 1892 saß er erneut für den 24. Bezirk in der New York State Assembly. Im Juni 1895 ernannte ihn der Bürgermeister William Lafayette Strong für die restliche Amtszeit von John Whalen zum Commissioner of Taxes and Assessments – ein Posten, den er bis 1899 innehatte. Der Bürgermeister Seth Low ernannte ihn dann zum Präsidenten der Tax Commission. Die Republikanische Partei und die Citizens Union nominierten ihn für den Posten als Borough President der Bronx. Bei der folgenden Wahl erlitt er aber eine Niederlage. Wells nahm 1912, 1920 und 1924 als Delegierter an den Republican National Conventions teil. 1914 wurde er zum Treasurer of State von New York gewählt und 1916 sowie 1918 wiedergewählt.
Wells war Präsident vom North Side Board of Trade, ein Direktor der Twenty-third Ward Bank, ein Trustee der Dollar Savings Bank und Präsident der Real Estate Auctioneers' Association of New York City. Er verstarb in seinem Heim in der 277 Alexander Avenue in der Bronx.
Seine Tochter, Edith Wells, heiratete Reverend Charles C. Harriman, der 1908 Rector der St. Ann's Church in der Bronx war. Sie verstarb dort drei Jahre später im Alter von 23 Jahren.